# Bagaroua
Bagaroua es una comuna rural de Níger perteneciente a la región de Tahoua. En 2012 tenía una población de 72 293 habitantes, de los cuales 35 336 eran hombres y 36 957 eran mujeres. Desde la reforma territorial de 2011, la comuna forma por sí misma uno de los doce departamentos de la región; antes pertenecía al departamento de Illela.
El topónimo local deriva del idioma hausa y significa "acacia". Es una zona de Sahel donde predomina la agricultura pluvial, con zonas de agropastoralismo y riego. En esta área se ubica la laguna de Dan Doutchi, uno de los sitios Ramsar del país. La localidad alberga un importante mercado para el comercio de carillas y cereales.
Se ubica unos 100 km al oeste de Tahoua, en el límite con las regiones de Dosso y Tillabéri, sobre la carretera que une Illéla con Malí.